# Lee Euddeum
Đây là một tên người Triều Tiên, họ là Lee.
Lee Euddeum (tiếng Hàn: 이으뜸; sinh ngày 2 tháng 9 năm 1989) là một cầu thủ bóng đá Hàn Quốc thi đấu ở vị trí hậu vệ cho Asan Mugunghwa ở K League 2.

## Sự nghiệp
Anh được lựa chọn bởi FC Anyang ở đợt tuyển quân K League 2013.